# St. Helen's Rugby and Cricket Ground
Il St. Helen's Rugby and Cricket Ground è un impianto sportivo di Swansea (Galles, Regno Unito).
È usato sia per il rugby XV che per il cricket ed è la casa dei club Swansea RFC e Swansea Cricket. È di proprietà della City and County of Swansea ed è anche usata per i locali fuochi d'artificio della Guy Fawkes Night.
Tra il 1882 e il 1954 questo stadio è stato usato per le partite internazionali. Qui infatti il Galles giocava alcuni dei propri incontri casalinghi prima di trasferirsi definitivamente al Cardiff Arms Park. In questo luogo lo Swansea RFC sconfisse gli All Blacks, primo club della storia a riuscirci, sabato 28 settembre 1935 per 11 a 3. Sempre qui lo Swansea sconfisse i campioni del mondo dell'Australia  21 a 6 nel novembre 1992, durante il primo match del loro tour in Galles.
Tra il 1919 e il 1952 è stato inoltre lo stadio casalingo dello Swansea Uplands RFC prima che quest'ultimo si trasferisse a Upper Killay.